# エリアス・デュラン

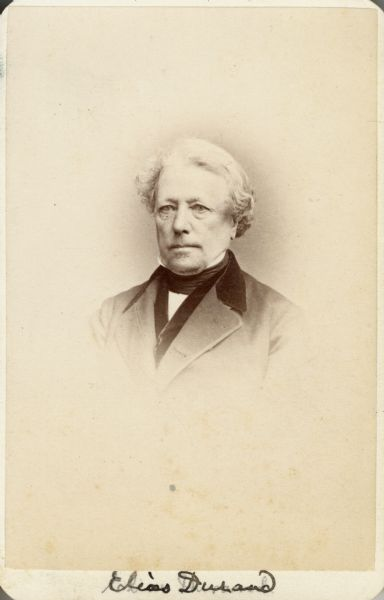
エリアス・デュラン

エリアス・デュラン（Elias Durand、フランス時代の名はエリー・マグロワール・デュラン、Élie Magloire Durand、1794年1月25日 - 1873年8月15日）は、フランス生まれでアメリカ合衆国で働いた薬剤師、植物学者である。
マイエンヌに生まれた。マイエンヌで化学、薬学を学んだ後、パリで薬学を学び、1813年に卒業するとナポレオン軍の医療部隊に加わった。ライプツィヒの戦いなどに参加し、1814年に退役し、ナントで薬剤師になり、2年間、植物学の研究に集中した。ナポレオンの没落によりナポレオン派と思われていたデュランはアメリカに渡ることにし1816年にニューヨークに向かった。
しばらくボストン、フィラデルフィア、ボルチモアに滞在した後、最終的にフィラデルフィアに住むことにし、薬局を開き、当時の有名な医師たちの多くに薬を提供するようになった。1825年にフィラデルフィア自然科学アカデミーに加わり、1832年にはパリの薬学会の会員に選ばれた。1835年にはミネラル・ウォーターの瓶詰めをアメリカで最初に売り出した。1854年のアメリカン・フィロソフィカル・ソサイエティの会員に選ばれた。
植物学の研究に熱中し、北アメリカの動植物に精通した。北アメリカの代表的な植物10,000種を含む植物標本を集めた。40年間近くを使ったコレクションは1868年にパリ植物園の博物館に寄付され、現在は"Herbaria Durandi"と呼ばれるギャラリーで保管されている。多くの科学雑誌に寄稿し、米国および欧州における科学学会の会員に選ばれた。

## 著書
- "Obituary of François André Michaux", in American Journal of Science, 2nd series, 1857, pp. 161–177.
- "Biographical Memoir of the late François André Michaux", in Transactions of the American Philosophical Society, 11, p. 17, 1860.